# Peter Haßlacher
Petrus oder Peter Haßlacher (* 14. August 1810 in Koblenz; † 5. Juli 1876 in Paris) war ein Jesuit, der nach 1848 als Volksmissionar wirkte.

## Leben
Geboren als Sohn eines Koblenzer Rechtsanwalts studierte Haßlacher Medizin in Bonn und Würzburg. 1830 wurde er Mitglied der Alten Bonner Burschenschaft.
Wegen Mitgliedschaft in der Burschenschaft und Beteiligung an politischen Unruhen wurde er 1833 zu einer 16-jährigen Haftstrafe verurteilt und in Berlin, Magdeburg und auf Ehrenbreitstein gefangen gehalten. Im Zuge der Demagogenverfolgung wurde er im Schwarzen Buch der Frankfurter Bundeszentralbehörde (Eintrag Nr. 633) festgehalten.
Nach seiner Begnadigung kam er am 23. Februar 1840 frei. Am 12. März 1840 trat er in das Noviziat der Gesellschaft Jesu in Saint-Acheul ein. Am 1. September 1844 wurde er zum Priester geweiht. Bis 1849 wirkte er als Domprediger in Straßburg.
Ab 1850 durchzog Haßlacher als Volksmissionar Deutschland, insbesondere das Rheinland und die Westpfalz, aber auch große Teile Preußens. Er war bestrebt, den Katholizismus zu erneuern bzw. ihn gegen Materialismus und den wissenschaftsgläubigen Zeitgeist zu verteidigen. Oft predigte er zusammen mit Peter Roh. In Wurzach predigte er vor etwa 20.000 Menschen. 1856 legte er in  Paderborn die Professgelübde ab, im Mai 1858 predigte er täglich in Berlin. Wegen eines Lungenleidens konnte er sich bald an den Volksmissionen nicht mehr beteiligen, hielt aber noch bis 1862 noch an vielen Orten religiöse Einkehrtage.
1863 nach Frankreich zurückberufen, lebte Pater Haßlacher 1864–66 zur gesundheitlichen Konsolidierung bei einer Adelsfamilie auf Schloss La Baume nahe Marseille. 1866 wurde er Superior seines Ordens in Paris und Seelsorger der dortigen deutschen Gemeinde. Während des Deutsch-Französischen Krieges 1870/71 hielt sich der Jesuit kurzfristig in Bonn auf, kehrte jedoch 1872 nach Paris zurück, wo er 1876 starb. Er wurde auf dem Friedhof Montparnasse beerdigt.
Er war der Onkel des Industriellen und Reichstagsabgeordneten Johann Jacob Haßlacher (1869–1940) sowie des amerikanischen Großunternehmers Jacob Hasslacher (1852–1921).